# USS Howard (DDG-83)
O USS Howard é um contratorpedeiro da classe Arleigh Burke pertencente a Marinha de Guerra dos Estados Unidos.